# Kapuas
Le Kapuas (en indonésien : Sungai Kapuas), est un fleuve long de 1 143 km, se situe dans la province de Kalimantan occidental sur l'île de Bornéo. C'est le plus long fleuve d'Indonésie et le principal cours d'eau de la partie occidentale de Bornéo. C'est également le plus long fleuve situé sur une île.
Le fleuve prend sa source dans les monts Kapuas Hulu à la frontière de la province de Sarawak (Malaisie) et coule vers l'ouest. Il se déverse dans la mer de Chine méridionale à environ 20 km au sud de la ville de Pontianak. Le Kapuas traverse la région du lac Sentarum qui constitue une réserve naturelle protégée.
Le Kapuas est navigable sur la plus grande partie de son cours et est un axe de circulation essentiel de l'ouest de Bornéo. Il est utilisé pour évacuer le bois coupé à l'intérieur de l'île et permet d'accéder aux implantations situées le long du fleuve. Le fleuve est enjambé par un pont au niveau de l'agglomération de Sanggau à environ 400 km de son embouchure.